# Milorad Pupovac
Milorad Pupovac, cyr. Милорад Пуповац (ur. 5 listopada 1955 w Donje Ceranje) – chorwacki filolog, wykładowca akademicki i polityk narodowości serbskiej, parlamentarzysta, jeden z przywódców serbskiej mniejszości w Chorwacji i liderów Niezależnej Demokratycznej Partii Serbskiej.

## Życiorys
Pochodzi z wioski położonej w pobliżu miasta Benkovac. Ukończył studia na Uniwersytecie w Zagrzebiu. Na tej uczelni rozpoczął pracę zawodową, uzyskując na wydziale filozofii doktorat. Doszedł do stanowiska profesora filologii i lingwistyki tego uniwersytetu.
W działalność polityczną zaangażował się na początku lat 90. Był jednym z liderów Stowarzyszenia na rzecz Jugosłowiańskiej Demokratycznej Inicjatywy, przywódcą Ligi Socjaldemokratów i Socjaldemokratycznego Sojuszu Chorwacji, a także członkiem Serbskiej Partii Demokratycznej i założycielem Serbskiego Forum Demokratycznego. W 1995 brał udział w powołaniu Niezależnej Partii Serbskiej, w tym samym roku został wybrany do niższej izby wówczas dwuizbowego Zgromadzenia Chorwackiego (na kadencję 1995–1999). W 1997 zainicjował powołanie i stanął na czele Serbskiej Rady Narodowej, politycznej instytucji zajmującej się działaniami doradczymi i koordynującymi sprawy mniejszości serbskiej. Kierował nią nieprzerwanie do 2019.
Uczestniczył w tworzeniu Niezależnej Demokratycznej Partii Serbskiej, był krótko przewodniczącym tego ugrupowania, po czym objął funkcję wiceprzewodniczącego. W 2000 znalazł się poza parlamentem. Powrócił do niego w wyniku wyborów w 2003. W 2007, 2011, 2015, 2016, 2020 i 2024 uzyskiwał reelekcję na kolejne kadencje. W 2012 został także obserwatorem w Parlamencie Europejskim przy frakcji Postępowego Sojuszu Socjalistów i Demokratów. W 2017 ponownie stanął na czele SDSS.